# Spoon 21
A Spoon 21 (korábbi nevén Spoon) egy 2013-ban alakult magyar együttes.
A négytagú zenekarból hárman osztálytársak voltak Budapesten a Sashegyi Arany János Gimnáziumban. Először az iskola 2013-as szalagavatóján léptek fel közösen, majd onnantól kezdve rendszeresen zenéltek az iskolai rendezvényeken. Az első nagy mérföldkő az volt, hogy jelentkeztek a 2014-es X-Faktorba, ahol Tóth Gabi mentoráltjaiként a nyolcadik élő adásig jutottak. A 2015-ös Eurovíziós Dalfesztivál magyarországi előválogatójában a Keep Marching On című dalukkal a legjobb négybe bekerültek a döntőben. A dal szerzője egy 2014 nyarán történt balatonfüredi utcazenélés közben figyelt fel rájuk, amikor Heinz Gábor Learning To Let Go című dalát játszották, amit szintén ő írt.
A 2016-os évben első saját albumon dolgoztak, ezen kívül nyáron sor került egy egy hónapig tartó európai utcazene turnéra. Zenéltek Berlinben, Amszterdamban, Londonban, Párizsban és Mallorcán. Szeptemberben egy londoni színházkoncertet adtak.
2016. december 8-án bejelentették, hogy a Duna eurovíziós dalválasztó műsorába, A Dal 2017-be bejutott az együttes Deák című dala, melyet a zenekar tagjai szereztek. Először 2017. január 14-én, az első válogatóban léptek színpadra, ahol a zsűri és a nézők szavazatai alapján továbbjutottak a február 10-i első elődöntőbe.

## Tagok
- Földesi Péter
- Grósz Márton
- Nagy Miklós Adrián
- Teremy Kristóf